# Northern Rockies Regional Municipality
Der Northern Rockies Regional Municipality (ehemals Northern Rockies Regional District) ist ein Bezirk in der kanadischen Provinz British Columbia. Er ist 85.111,07 km² groß und zählt 5.393 Einwohner (2016). Beim Zensus 2011 wurden noch 5.578 Einwohner ermittelt. Der Bezirk wurde am 29. Januar 2009 eingerichtet (incorporated).
Hauptort ist Fort Nelson.

## Administrative Gliederung
- Fort Nelson
- Northern Rockies A (gemeindefrei)
- Northern Rockies B (gemeindefrei)